# Médiat-Muse
 (novembre 2023).
Médiat-Muse est un regroupement d'institutions muséales situées au Québec (Canada), dans les régions de la Mauricie et du Centre-du-Québec. Fondé il y a près de 20 ans, il avait pour but de rompre l'isolement de certains musées ainsi que de permettre l'échange d'idées, de services et de compétences.
Les membres se retrouvent dans quatre catégories précises : les musées, les centres d'expositions, les centres d'interprétation et les lieux historiques. Au total ce sont une trentaine d'institutions vouées à la promotion et la diffusion de l'art sous toutes ses formes et tendances, à l'histoire, au patrimoine culturel et à la science qui composent Médiat-Muse. Parmi ses activités, soulignons les expositions territoriales auxquelles participent la majorité des membres : le Bois d'œuvre, le Goût de l'eau, FEU!

## Liste des membres par catégories
Musées
- Musée des Abénakis d'Odanak
- Musée Pop, Trois-Rivières
- Musée des Filles de Jésus, Trois-Rivières
- Musée des religions du monde, Nicolet
- Musée des Ursulines de Trois-Rivières
- Musée du bronze d'Inverness
- Musée militaire du 12e Régiment blindé du Canada
- Musée historique des Sœurs-de-I'Assomption, Nicolet
- Musée Laurier - Lieu historique national Maison Wilfrid-Laurier, Victoriaville
- Musée Pierre-Boucher (Séminaire St-Joseph), Trois-Rivières
- Musée du bûcheron, Grandes-Piles

Centres d'expositions
- Corporation de développement des arts et de la culture de la Ville de La Tuque
- Centre d'exposition Léo-Ayotte de la Corporation culturelle de Shawinigan
- Centre d'exposition Raymond-Lasnier de la Maison de la culture de Trois-Rivières
- Galerie d'art du Parc, (Manoir de Tonnancour), Trois-Rivières
- Galerie d'art L'Union-Vie du Centre culturel de Drummondville
- Université du Québec à Trois-Rivières, (Service des archives et des collections)

Lieux historiques et centres d'interprétation
- Domaine seigneurial Sainte-Anne - Site Madeleine de Verchères
- Centre de la biodiversité du Québec, Sainte-Angèle-de-Laval
- Boréalis (Centre d'histoire de l'industrie papetière)
- Centre d'interprétation de Baie-du-Febvre
- Église Notre-Dame-de-la-Visitation de Champlain
- Lieu historique national du Canada de l'église Notre-Dame-de-la-Présentation, Shawinigan-Sud
- Lieu historique national du Canada des Forges-du-Saint-Maurice, Trois-Rivières;
- Maison Rodolphe-Duguay, Nicolet
- Moulin Michel, Gentilly
- Moulin seigneurial de Pointe-du-Lac
- Cité de l'énergie de Shawinigan
- Vieux presbytère de Batiscan
- La Route Celtique d'Inverness